# Pseudagrion pterauratum
Pseudagrion pterauratum là một loài chuồn chuồn kim trong họ Coenagrionidae.
Pseudagrion pterauratum được miêu tả khoa học năm 1968 bởi Aguesse.